# سوكري

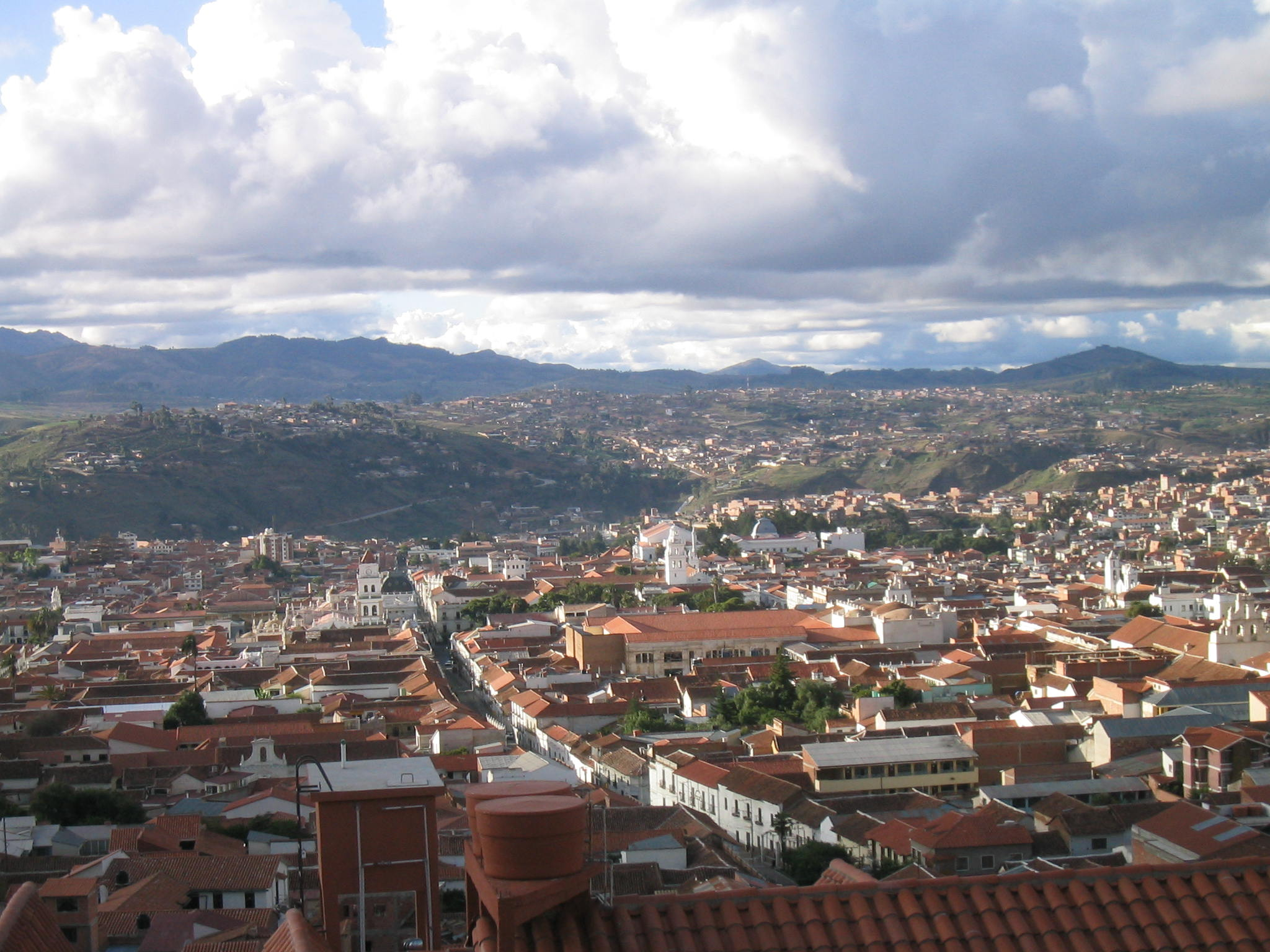

سوكري (بالإسبانية: Sucre) هي العاصمة الدستورية لبوليفيا. عدد سكان المدينة 247,300 (احصاء 2006). تقع في جنوب وسط البلاد وترتفع 2750 م (9,000 قدم) عن سطح البحر. لديها مناخ معتدل طوال العام نظرا لموقعها الجغرافي. تأسست سنة 1538 على يد بيدرو أنزوريس تحت اسم سيوداد دي لا بلاتا دي لا نويفا توليدو. أصبحت سوكري إحدى مواقع اليونيسكو للتراث العالمي منذ 1991.

## المناخ
يظهر الجدول التالي التغييرات المناخية على مدار السنة لسوكري:
| البيانات المناخية لـسوكري          | البيانات المناخية لـسوكري | البيانات المناخية لـسوكري | البيانات المناخية لـسوكري | البيانات المناخية لـسوكري | البيانات المناخية لـسوكري | البيانات المناخية لـسوكري | البيانات المناخية لـسوكري | البيانات المناخية لـسوكري | البيانات المناخية لـسوكري | البيانات المناخية لـسوكري | البيانات المناخية لـسوكري | البيانات المناخية لـسوكري | البيانات المناخية لـسوكري |
| الشهر                              | يناير                     | فبراير                    | مارس                      | أبريل                     | مايو                      | يونيو                     | يوليو                     | أغسطس                     | سبتمبر                    | أكتوبر                    | نوفمبر                    | ديسمبر                    | المعدل السنوي             |
| ---------------------------------- | ------------------------- | ------------------------- | ------------------------- | ------------------------- | ------------------------- | ------------------------- | ------------------------- | ------------------------- | ------------------------- | ------------------------- | ------------------------- | ------------------------- | ------------------------- |
| الدرجة القصوى °م (°ف)              | 32.8 (91.0)               | 32.2 (90.0)               | 31.1 (88.0)               | 31.1 (88.0)               | 32.8 (91.0)               | 32.8 (91.0)               | 30.0 (86.0)               | 27.8 (82.0)               | 31.1 (88.0)               | 32.2 (90.0)               | 33.9 (93.0)               | 28.9 (84.0)               | 33.9 (93.0)               |
| متوسط درجة الحرارة الكبرى °م (°ف)  | 19.5 (67.1)               | 19.0 (66.2)               | 19.4 (66.9)               | 19.3 (66.7)               | 19.6 (67.3)               | 19.1 (66.4)               | 19.4 (66.9)               | 19.9 (67.8)               | 20.6 (69.1)               | 20.8 (69.4)               | 21.2 (70.2)               | 20.0 (68.0)               | 19.8 (67.6)               |
| المتوسط اليومي °م (°ف)             | 16.2 (61.2)               | 15.7 (60.3)               | 15.8 (60.4)               | 15.5 (59.9)               | 14.9 (58.8)               | 13.8 (56.8)               | 13.9 (57.0)               | 14.9 (58.8)               | 16.2 (61.2)               | 16.9 (62.4)               | 17.3 (63.1)               | 16.7 (62.1)               | 15.6 (60.1)               |
| متوسط درجة الحرارة الصغرى °م (°ف)  | 12.8 (55.0)               | 12.3 (54.1)               | 12.2 (54.0)               | 11.6 (52.9)               | 10.2 (50.4)               | 8.5 (47.3)                | 8.3 (46.9)                | 9.9 (49.8)                | 11.2 (52.2)               | 12.4 (54.3)               | 12.8 (55.0)               | 12.9 (55.2)               | 11.3 (52.3)               |
| أدنى درجة حرارة °م (°ف)            | 4.4 (39.9)                | 5.0 (41.0)                | 3.3 (37.9)                | 1.7 (35.1)                | −3.9 (25.0)               | −2.8 (27.0)               | −4.4 (24.1)               | −2.2 (28.0)               | −1.7 (28.9)               | −3.3 (26.1)               | −3.3 (26.1)               | −1.1 (30.0)               | −4.4 (24.1)               |
| الهطول مم (إنش)                    | 150 (5.9)                 | 126 (5.0)                 | 108 (4.3)                 | 46 (1.8)                  | 10 (0.4)                  | 4 (0.2)                   | 2 (0.1)                   | 14 (0.6)                  | 23 (0.9)                  | 56 (2.2)                  | 72 (2.8)                  | 124 (4.9)                 | 735 (28.9)                |
| متوسط أيام هطول الأمطار (≥ 1.0 mm) | 15                        | 13                        | 12                        | 5                         | 1                         | 1                         | 0                         | 1                         | 4                         | 8                         | 10                        | 12                        | 82                        |
| متوسط الرطوبة النسبية (%)          | 67                        | 70                        | 68                        | 62                        | 46                        | 43                        | 39                        | 44                        | 46                        | 47                        | 52                        | 60                        | 54                        |
| المصدر: الأرصاد الجوية الألمانية   |                           |                           |                           |                           |                           |                           |                           |                           |                           |                           |                           |                           |                           |

## توأمة
لسوكري اتفاقيات توأمة مع كل من:
- لابلاتا
- إسطنبول
- سان ميغيل دي توكومان (2012 -)[10]

## أعلام
- خوسيه جوتيريز غيرا
- خوسيه ماريانو سيرانو
- أنيسيتو ارسي
- ديفيد تورو
- ديفيد باديا
- جيرسون غارسيا
- نارسيسو كامبيرو
- بيدرو بلانكو سوتو
- رامون غارسيا دي ليون إي بيزارو
- ساول توريس

## وصلات خارجية
- بلدية سوكره نسخة محفوظة 16 فبراير 2009 على موقع واي باك مشين. (بالإسبانية)
- موقع اليونيسكو للتراث العالمي